# Malene Mortensen
Pour les articles homonymes, voir Mortensen.
Malene Winter Mortensen est une chanteuse de jazz danoise née le 23 mai 1982. 
Elle a été révélée sur la scène musicale danoise en 2001 lors de la première saison de l'émission de télé-crochet locale "Stjerne for en aften". Elle est allée en finale et a chanté "Sing It Back" de Moloko. L'année suivante, elle a participé au Dansk Melodi Grand Prix, le concours de pré-sélection danoise pour l'Eurovision.
Bien que sa chanson "Vis mig hvem du er" a obtenu un immense succès lors de l'étape de pré-sélection nationale et a été sélectionnée pour représenter le Danemark à l'Eurovision, la version anglaise présentée lors du célèbre concours européen, Tell me who you are, a été un échec cuisant. La chanson n'a reçue que 7 points et a classé le Danemark en bon dernier sur les 24 pays représentés. 
Cependant, cet échec ne l'a pas fait abandonner sa carrière musicale pour autant. En 2003, elle a sorti son premier album Paradise. Sur cet album, résolument jazz, elle est accompagnée par les musiciens de jazz danois les plus connus, Niels Lan Doky (en) (piano), Niels-Henning Ørsted Pedersen (contrebasse) et Alex Riel (batterie). À la suite de cet album, elle part en tournée dans son pays mais reste inconnue en dehors de ses frontières. À partir de 2006, elle commence à se faire un nom dans le milieu du jazz européen, notamment en Angleterre et en France, où elle donne quelques concerts.

## Discographie

### Albums
- Paradise (2003)
- Date With A Dream (2005)
- Malene (2006)
- Desperado (2007)
- Malene...To All of You (2007)
- Malene Chante Noel (2008)
- Agony & Ecstacy (2010)
- You Go To My Head (2012)
- Still In Love with You (2012)
- At Elske Er At Leve (2019)
- A New Kind of Love (2022)